# Мелвилл Рид, Керри
Керри Энн Мелвилл (англ. Kerry Ann Melville, в замужестве Рид, Reid; род. 7 августа 1947, Мосман, Новый Южный Уэльс) — австралийская теннисистка, член «Оригинальной девятки» основательниц женского профессионального теннисного тура. Победительница Открытого чемпионата Австралии в одиночном разряде (1977), трёхкратная победительница турниров Большого шлема в женском парном разряде, обладательница Кубка Федерации в составе сборной Австралии (1968). Член ордена Британской империи (1979), член Зала славы австралийского тенниса (2014).

## Биография
Керри Мелвилл, младшая из четырёх детей в семье, начала играть в теннис в 10 лет. Отец и мать увлекались теннисом: отец играл за сборную Сиднейского университета в паре с Адрианом Квистом, мать была одной из ведущих молодых теннисисток города и часто играла в паре с Тельмой Койн-Лонг. Отец стал первым тренером Керри, с 12 лет тренировавшейся у Кита Роджерса.
К 18 годам Мелвилл была чемпионкой Австралии среди девушек и вместе с Карен Кранцке была отправлена участвовать в международных турнирах в Европе и Америке. В 1968 году стала чемпионкой Австралии в женском парном разряде, а позже в том же году завоевала со сборной Австралии Кубок Федерации — главный трофей в соревнованиях национальных женских теннисных сборных. С этого года на протяжении 12 лет Мелвилл постоянно входила в десятку сильнейших теннисисток мира, в том числе на 5-м месте с 1971 по 1973 год. В 1970 году, в 23 года, Мелвилл стала одной из участниц первого женского профессионального теннисного турнира Virginia Slims Invitational в Хьюстоне. Участницы этого турнира, известные как «Оригинальная девятка» (англ. Original 9), считаются основательницами женского профессионального тура.
В 1974 году, выступая за профессиональный теннисный клуб «Бостон Лобс», Мелвилл познакомилась со своим сверстником, теннисистом Разом Ридом. Вышла замуж за Рида в апреле 1975 года и в дальнейшем выступала под фамилией мужа. Керри и Раз некоторое время играли вместе в смешанном парном разряде, в частности став четвертьфиналистами на Уимблдонском турнире. Раз Рид выступал также в качестве тренера жены. В 1977 году, когда Открытый чемпионат Австралии проводился дважды (в начале и конце года), Мелвилл Рид вначале стала чемпионкой в одиночном разряде, а затем завоевала второй титул в парном разряде. На следующий год Мелвилл Рид и Венди Тёрнбулл стали также победительницами Уимблдонского турнира. За карьеру Мелвилл ещё дважды играла в финалах турниров Большого шлема в одиночном разряде и пять раз — в женских парах. Из 11 финалов с её участием 8 приходятся на Открытый чемпионат Австралии. После победы в Кубке Федерации в 1968 году она ещё 5 раз играла в финале этого турнира (в 1969 и ежегодно с 1976 по 1979 год), каждый раз уступая со сборной Австралии соперницам из США. В общей сложности за время выступлений за сборную одержала 37 побед при 10 поражениях (20-4 в одиночном разряде и 17-6 в парном). На индивидуальном уровне Мелвилл Рид выиграла 22 турнира в одиночном разряде и ещё 40 раз играла в финалах (в том числе в 1972 году — на Открытом чемпионате США и в итоговом турнире тура Virginia Slims).
По завершении игровой карьеры поселилась с мужем в Южной Каролине, вырастила двух дочерей. В 1979 году стала членом ордена Британской империи. В 2014 году имя Керри Мелвилл Рид включено в списки Зала славы австралийского тенниса, а в 2021 году все участницы «Оригинальной девятки» стали членами Международного зала теннисной славы.

## Финалы турниров Большого шлема за карьеру

### Одиночный разряд (1-2)
| Результат | Год   | Турнир                       | Покрытие | Соперница в финале | Счёт в финале |
| --------- | ----- | ---------------------------- | -------- | ------------------ | ------------- |
| Поражение | 1970  | Открытый чемпионат Австралии | Трава    | Маргарет Корт      | 3-6, 1-6      |
| Поражение | 1972  | Открытый чемпионат США       | Трава    | Билли Джин Кинг    | 3-6, 5-7      |
| Победа    | 19771 | Открытый чемпионат Австралии | Трава    | Дайанна Фромхольц  | 7-5, 6-2      |

### Женский парный разряд (3-5)
| Результат | Год   | Турнир                           | Покрытие | Партнёрша       | Соперницы в финале                  | Счёт в финале  |
| --------- | ----- | -------------------------------- | -------- | --------------- | ----------------------------------- | -------------- |
| Победа    | 1968  | Чемпионат Австралии              | Трава    | Карен Кранцке   | Джуди Тегарт Лесли Тёрнер           | 6-4, 3-6, 6-2  |
| Поражение | 1970  | Открытый чемпионат Австралии     | Трава    | Карен Кранцке   | Маргарет Корт Джуди Тегарт-Далтон   | 3-6, 1-6       |
| Поражение | 1973  | Открытый чемпионат Австралии     | Трава    | Керри Харрис    | Маргарет Корт Вирджиния Уэйд        | 4-6, 4-6       |
| Поражение | 1974  | Открытый чемпионат Австралии     | Трава    | Керри Харрис    | Ивонн Гулагонг Пегги Мичелл         | 5-7, 3-6       |
| Поражение | 19771 | Открытый чемпионат Австралии     | Трава    | Бетси Нагельсен | Хелен Гурлей Дайанна Фромхольц      | 7-5, 1-6, 5-7  |
| Победа    | 19772 | Открытый чемпионат Австралии (2) | Трава    | Мона Геррант    | Ивонн Гулагонг-Коули Хелен Гурлей   | титул разделён |
| Победа    | 1978  | Уимблдонский турнир              | Трава    | Венди Тёрнбулл  | Вирджиния Рузичи Мима Яушовец       | 4-6, 9-8, 6-3  |
| Поражение | 1978  | Открытый чемпионат США           | Хард     | Венди Тёрнбулл  | Билли Джин Кинг Мартина Навратилова | 6-7, 4-6       |

## Финалы Кубка Федерации за карьеру (1-5)
| Результат | Год  | Место проведения        | Покрытие | Команда                                             | Соперницы в финале                                   | Счёт |
| --------- | ---- | ----------------------- | -------- | --------------------------------------------------- | ---------------------------------------------------- | ---- |
| Победа    | 1968 | Париж, Франция          | Грунт    | Австралия М. Корт, К. Мелвилл                       | Нидерланды Л. Веннебур, А. Сюрбек, М. Янсен          | 3:0  |
| Поражение | 1969 | Афины, Греция           | Грунт    | Австралия М. Корт, К. Мелвилл, Дж. Тегарт           | США Дж. Барткович, Н. Ричи, Дж. Хелдман              | 1:2  |
| Поражение | 1976 | Филадельфия, США        | Ковёр(i) | Австралия И. Гулагонг-Коули, К. Мелвилл Рид         | США Р. Казалс, Б. Дж. Кинг                           | 1:2  |
| Поражение | 1977 | Истборн, Великобритания | Трава    | Австралия К. Мелвилл Рид, В. Тёрнбулл, Д. Фромхольц | США Р. Казалс, Б. Дж. Кинг, К. Эверт                 | 1:2  |
| Поражение | 1978 | Мельбурн, Австралия     |          | Австралия К. Мелвилл Рид, В. Тёрнбулл               | США Б. Дж. Кинг, Т. Остин, К. Эверт                  | 1:2  |
| Поражение | 1979 | Мадрид, Испания         | Грунт    | Австралия К. Мелвилл Рид, В. Тёрнбулл, Д. Фромхольц | США Р. Казалс, Б. Дж. Кинг, Т. Остин, К. Эверт-Ллойд | 0:3  |